# Hopeless Romantic
Hopeless Romantic es el tercer álbum de estudio de la cantautora estadounidense Michelle Branch de la mano de los productores Patrick Carney y Gus Seyffert, el álbum será lanzado el 7 de abril de 2017 en todo el mundo. Hopeless Romantic también será el primer álbum de larga duración de Branch desde el 2003 y sirve como el seguimiento de sus últimos lanzamientos como solista, Hotel Paper (2003) y el EP Everything Comes and Goes (2010).

## Historia
Durante gran parte de 2013, Branch escribió canciones para lo que sería su regreso al campo musical con el álbum inédito West Coast Time, tras varios retrasos, el 5 de noviembre de 2013, Branch anunció que había comenzado a grabar un nuevo álbum en Londres con Martin Terefe como productor.
El 2 de febrero de 2014 confirmó en Twitter que el resto del álbum será grabado en Nashville para un sonido de pop-rock. Para octubre del mismo año, anunció la grabación de la canción "Creep" cover de la banda Radiohead, que posteriormente se utilizó en un episodio de la serie Stalker.
El 17 de julio de 2015, Branch anunció que salía del sello de Reprise Records y que había firmado con Verve Label Group, una compañía de Universal Music.
En diciembre de 2016, Entertainment Weekly anunció el nombre del nuevo disco de Michelle Branch, Hopeless Romantic, a ser liberado el 7 de abril de 2017.
Para febrero 3 del mismo año comenzó el funcionamiento de la nueva página Web de Michelle Branch con un nuevo diseño.

## Composición y desarrollo
Según Entertainment Weekly , el sonido actual de Branch para el álbum es "Rock Relajado". En la entrevista, Branch dijo, "Patrick me dijo, 'Este es tu disco, tiene que sonar como tú.' Fue la primera vez que alguien me empujó a resolverlo todo por mi cuenta." Se espera que el álbum sea muy personal y ofrezca algunas canciones sobre la separación con su exesposo Teddy Landau y sobre su nueva relación con Patrick Carney, baterista de The Black Keys.

## Canciones
| #   | Título                                  | Autor(es)       | Duración |
| --- | --------------------------------------- | --------------- | -------- |
| 1.  | "Best You Ever"                         | Michelle Branch | 3:39     |
| 2.  | "You're Good"                           | Michelle Branch | 3:10     |
| 3.  | "Fault Line"                            | Michelle Branch | 3:55     |
| 4.  | "Heartbreak Now"                        | Michelle Branch | 4:12     |
| 5.  | "Hopeless Romantic"                     | Michelle Branch | 3:30     |
| 6.  | "Living A Lie"                          | Michelle Branch | 3:34     |
| 7.  | "Knock Yourself Out"                    | Michelle Branch | 4:04     |
| 8.  | "Temporary Feeling"                     | Michelle Branch | 3:34     |
| 9.  | "Carry Me Home"                         | Michelle Branch | 3:26     |
| 10. | "Not A Love Song"                       | Michelle Branch | 3:30     |
| 11. | "Last Night"                            | Michelle Branch | 3:41     |
| 12. | "Bad Side"                              | Michelle Branch | 3:57     |
| 13. | "Shadow"                                | Michelle Branch | 3:34     |
| 14. | "City"                                  | Michelle Branch | 4:35     |
|     | Bonus Tracks para Japón:                |                 |          |
| 15. | "Knock Yourself Out (Acoustic Version)" | Michelle Branch | —        |

## Sencillos
1. El primer sencillo titulado Hopeless Romantic, se estrenó el 3 de febrero y el 16 del mismo mes salió el videoclip a través de su canal de VEVO.
2. El segundo single Best You Ever, fue lanzado el 3 de marzo y su videoclip el 13 de marzo en la página de REFINERY29.

## Otras canciones
- Creep (Radiohead Cover)
- Walk Again
- Sunset Cigarette

## Recepción
Hopeless Romantic fue incluido en la lista de Entertainment Weekly de los 35 álbumes más esperados de 2017.

## Lanzamiento
| Región          | Fecha               | Formato               | Compañía              |
| --------------- | ------------------- | --------------------- | --------------------- |
| Japón           | 24 de marzo de 2017 | CD                    | Universal Music Japan |
| Resto del Mundo | 7 de abril de 2017  | CD & Descarga Digital | Verve Label Group     |